# Dischidia acutifolia
Dischidia acutifolia là một loài thực vật có hoa trong họ La bố ma. Loài này được Maingay ex Hook.f. mô tả khoa học đầu tiên năm 1883.